# Percival Wilde
Pour les articles homonymes, voir Wilde.
Percival Wilde, né le 1er mars 1887 à New York, et décédé dans la même ville le 19 septembre 1953, est un dramaturge et un écrivain américain, auteur de roman policier et de roman fantastique.

## Biographie
Il fait ses études à l'université Columbia et obtient son diplôme en 1906. Il épouse Nadie Rogers Marckres en 1920. Pendant la Deuxième Guerre mondiale, il sert dans la marine. Démobilisé, il travaille un temps pour les studios de Hollywood.
Il amorce sa carrière littéraire en faisant paraître une première nouvelle en 1912.  Il se tourne ensuite vers le théâtre et donne une centaine de pièces de vaudeville en un acte. 
En 1929, il publie Rogues in Clover, un recueil de nouvelles policières ayant pour héros le joueur de cartes Bill Parmelee. Il donnera d’autres nouvelles dans le genre policier, mais aussi des romans et nouvelles fantastiques.  Entre 1938 et 1942, il fait paraître quatre romans policiers, notamment L’Accusation du mort (1938), dont l’intrigue aux multiples narrateurs rappelle la nouvelle L'Oracle du chien de G. K. Chesterton, et Design for Murder, un hommage à Edgar Poe, Émile Gaboriau, Arthur Conan Doyle, Agatha Christie et S.S. Van Dine.

## Œuvre

### Romans

#### Romans policiers
- Mystery Week-End (1938) Publié en français sous le titre Week-end incognito, Paris, Éditions Rouff, coll. « La Clé » no 26, 1940
- Inquest (1938) Publié en français sous le titre L’Accusation du mort, Paris, Librairie des Champs-Élysées, Le Masque no 313, 1941
- Design for Murder (1941)
- Tinsley’s Bones (1942)

#### Romans fantastiques
- Reverie (1924)
- The Toy Shop (1924)
- There is a Tide (1932)

#### Littérature générale
- Devil’s Booth (1930) Publié en français sous le titre La Boutique du diable, Paris, Gallimard, 1937, portrait d'une femme d'origine modeste qui a pour ambition de devenir une "dame".

### Théâtre
- Dawn (1914)
- One Act Plays of Life Today (1915)
- Saved (1915)
- Confessional (1916)
- The Vilain in the Piece (1916)
- According to Darwin (1916)
- A Question of Morality (1916)
- The Beautiful Story (1916)
- The Unseen Host (1917)
- Mothers of Men (1917)
- Paws (1917)
- In the Ravine (1917)
- Valkyrie (1917)
- The Woman in Room 13 (1919), en collaboration avec Samuel Shipman et Max Marcin
- The Sequel (1920)
- In the Net (1921)
- The Finger of God (1921)
- Between Trains (1922)
- The Wonderful Woman (1922)
- The Reckoning (1922)
- Eight Comedies for Little Theaters (1922)

### Autre publication
- The Craftmanship of One-Act Plays (1951)

### Nouvelles

#### Recueils de nouvelles de la sérieBill Parmelee
- Rogues in Clover (1929)

#### Recueil de nouvelles  de la sérieP. Moran
- P. Moran, Operative (1947)

#### Nouvelles de la sérieBill Parmelee
- The Poker Dog (1924)
- Red and Black (1924)
- A Case of Conscience (1924)
- The Pillar of Fire (1924)
- Beginner’s Luck (1924)
- Slippery Elm (1927) Publié en français sous le titre La Tablette gagnante, dans l'anthologie Échec et mat, Paris, Joëlle Losfeld, 2004

#### Nouvelles de la sérieP. Moran
- P. Moran, Shadow (1943)
- P. Moran, Deductor (1944)
- P. Moran, Fire-Fighter (1945)
- P. Moran and the Poison Pen (1946)
- P. Moran, Diamond-Hunter (1946)
- P. Moran, Personal Observer (1951)

#### Autres nouvelles
- The Hunch (1921)
- The Perfect Evening (1921)
- The Way of Freedom (1922)
- Mad Dog! (1923)
- The Haunted Ticker (1923)
- The Tale of the Three Kings (1923)
- Sleeping Money (1923)
- The Adventure of the Fallen Angels (1924)
- The Fifty-Third Card (1925)
- Kings in Nomania (1925)
- The Clever Ones (1926)
- At the Sign of the Talkative Ghost (1926)
- Behind the Door (1928)
- The Witness (1928)

### Filmographie

#### Histoires
- 1921 : Moonlight Follies, film muet de King Baggot
- 1922 : The Guttersnipe, film muet de Dallas M. Fitzgerald
- 1955 : The Rise of Duton Lang, court-métrage d’animation de Osmond Evans.

#### Adaptations de pièces de théâtre
- 1920 : The Woman in Room 13, film muet de Frank Lloyd
- 1932 : The Woman in Room 13, film de Henry King, avec Elissa Landi et Ralph Bellamy (remake du film muet)

## Sources
- Jacques Baudou et Jean-Jacques Schleret, Le Vrai Visage du Masque, vol. 1, Paris, Futuropolis, 1984, 476 p. (OCLC 311506692), p. 466.